# 結婚 (1947年の映画)
『結婚』（けっこん）は、1947年3月18日に公開された日本映画。

## スタッフ
- 監督・原案：木下惠介
- 製作：細谷辰雄
- 脚色：新藤兼人
- 撮影：楠田浩之
- 音楽：木下忠司

## キャスト
- 菅原積：上原謙
- 松川文江：田中絹代
- 文江の父・浩平：東野英治郎
- 文江の母・ふき子：東山千栄子
- 文江の妹・君子：井川邦子
- 文江の弟・敬二：鈴木彰三
- 島本：小沢栄太郎
- 藤枝：村瀬幸子
- 下宿の主婦：岸輝子
- きよ：久慈行子